# Беркли Лејк (Џорџија)
Беркли Лејк (Џорџија) (енгл. Berkeley Lake) град је у америчкој савезној држави Џорџија. По попису становништва из 2010. у њему је живело 1.574 становника.

## Демографија
Према попису становништва из 2010. у граду је живело 1.574 становника, што је 121 (7,1%) становника мање него 2000. године.
| Група             | 2000.         | 2010.         |
| Белци             | 1.352 (79,8%) | 1.158 (73,6%) |
| Афроамериканци    | 69 (4,1%)     | 89 (5,7%)     |
| Азијати           | 200 (11,8%)   | 225 (14,3%)   |
| Хиспаноамериканци | 45 (2,7%)     | 56 (3,6%)     |
| Укупно            | 1.695         | 1.574         |